# Asteropella maclaughlinae
Asteropella maclaughlinae är en kräftdjursart som beskrevs av Louis S. Kornicker 1981. Asteropella maclaughlinae ingår i släktet Asteropella och familjen Cylindroleberididae. Inga underarter finns listade.